# Phytomyptera aenea
Phytomyptera aenea är en tvåvingeart som först beskrevs av Daniel William Coquillett 1895.  Phytomyptera aenea ingår i släktet Phytomyptera och familjen parasitflugor. Inga underarter finns listade i Catalogue of Life.